# Дар'я Курдель
Дарина Курдель (23 січня 2002 - 9 липня 2022, Кривий Ріг) — українська спортсменка, багаторазова переможниця міжнародних змагань зі спортивних танців. Чемпіонка України зі спортивних танців.
Дар'я навчалась у Криворізькому факультеті Одеської юракадемії.
Дар'ю Курдель убили росіяни 9 липня 2022 року обстрілом із реактивних систем залпового вогню. У момент обстрілу Дар'я Курдель була на тренуванні разом із батьком.